# رتلزدن
رتلزدن (به انگلیسی: Rattlesden) یک روستا و محله مدنی در بریتانیا است که در Mid Suffolk واقع شده‌است. رتلزدن ۹۰۰ نفر جمعیت دارد.